# Joseph Charles Farman
Joseph Charles Farman (* 7. August 1930 in Norwich, Grafschaft Norfolk; † 11. Mai 2013 in Cambridge, Grafschaft Cambridge), allgemein bekannt als Joe Farman, war ein britischer Geophysiker. Er gilt als einer der Entdecker des Ozonlochs über der Antarktis.

## Leben
Joe Farman war der Sohn eines selbständigen Bauhandwerkers und einer Grundschullehrerin und wuchs in Norwich zusammen mit seiner älteren Schwester auf. Er absolvierte die King Edward VI Grammar School in Norwich und studierte ab 1950 – dank eines Stipendiums – Naturwissenschaften mit einem Schwerpunkt in Mathematik und Physik am Corpus Christi College der University of Cambridge. 1953, nach Abschluss des Studiums, verzichtete er auf das Anfertigen einer Doktorarbeit und arbeitete zunächst drei Jahre lang für die Firma de Havilland Propellers auf dem Gebiet der Entwicklung von Lenkflugkörpern. 1956 wechselte er zur Falkland Islands Dependencies Survey, aus der 1962 die British Antarctic Survey hervorging, deren Physik-Abteilung er seit 1969 leitete und für die er bis 1990 tätig blieb. Danach war er bis wenige Wochen vor seinem Tod, dem im Februar 2013 ein Schlaganfall vorausging, am Fachbereich Chemie der University of Cambridge beschäftigt.
Farman hinterließ seine Ehefrau, die Geschichtslehrerin Paula Bowyer, mit der er seit 1971 verheiratet war.

## Forschung
Zu Farmans ersten Aufgaben gehörte es, 1957/58 im Rahmen des Internationalen Geophysikalischen Jahrs britische Messdaten aus dem Südpolargebiet zur Verfügung zu stellen, worunter u. a. Daten zum Ozongehalt der oberen Erdatmosphäre und zur Sonnenstrahlung waren. Diese Messungen wurden Jahr für Jahr fortgesetzt und zeigten keine nennenswerten Veränderungen. Erstmals im Oktober 1982 registrierten die Messgeräte von Farmans Forschergruppe ungewöhnlich niedrige Ozonkonzentrationen in der Stratosphäre über der Halley-Station auf dem Brunt-Eisschelf im Weddellmeer. Bereits 1974 hatten die Physikochemiker Mario J. Molina und Frank Sherwood Rowland vorhergesagt, dass die Anreicherung der schwer abbaubaren Fluorchlorkohlenwasserstoffe in der Atmosphäre zu einem wesentlichen Ozonabbau führen könne. Jedoch hatte man damals angenommen, dass während der Winterhalbjahre die Temperaturen über der Antarktis so niedrig seien, dass photochemische Reaktionen nur extrem langsam ablaufen können. Daher führte Farman seine Auswertung der Messdaten – ein Rückgang der Ozonkonzentration um 40 Prozent seit 1975 – zunächst auf ein fehlerhaft arbeitendes Dobson-Spektrophotometer älterer Bauart zurück, zumal auch Messungen von Satelliten der NASA den Rückgang der Ozonkonzentration nicht bestätigten. Erst nachdem ein Dobson-Spektrophotometer neuester Bauart aufgestellt, der Einfluss ungewöhnlicher Wetterlagen auf die Messergebnisse ausgeschlossen und eine plausible chemische Erklärung für das beobachtete Phänomen gefunden worden waren, publizierte Farman im Mai 1985 zusammen mit seinen Kollegen Brian Gardiner und Jon Shanklin die Entdeckung.
Bereits zwei Jahre später, im September 1987, wurde daraufhin das Montreal-Protokoll über Stoffe, die zu einem Abbau der Ozonschicht führen, verabschiedet. Die Messungen der NASA-Satelliten wurden später als beeinflusst durch eine die Daten verzerrende Programmierung erkannt: Die sprunghafte Veränderung der korrekt erhobenen Messwerte wurde automatisch als fehlerhaft interpretiert und blieb daher zunächst unerkannt.

## Ehrungen
1988 wurde Farman vom Umweltprogramm der Vereinten Nationen mit dem Global 500 Award ausgezeichnet. Gleichfalls 1988 wurde er zum Officer des Order of the British Empire ernannt und im Jahr 2000 zum Commander befördert. 1999 wurde er zum Ehrenmitglied des Corpus Christi College gewählt, trotz noch immer nicht vorhandener Doktorarbeit.
In zahlreichen Nachrufen wurde hervorgehoben, dass der Nachweis des Ozonlochs eine der bedeutendsten wissenschaftlichen Entdeckungen des 20. Jahrhunderts war.

## Belege
1. ↑  John Pyle und Neil Harris: Joe Farman (1930–2013): Discoverer of the ozone hole. In: Nature. Band 498, 2013, S. 435, doi:10.1038/498435a.
2. 1 2 3  Joe Farman obituary: Scientist whose discovery of the depletion of the ozone layer sparked global action to phase out dangerous chemicals. Auf: theguardian.com vom 16. Mai 2013.
3. ↑  Mario J. Molina und F. S. Rowland: Stratospheric sink for chlorofluoromethanes: chlorine atom-catalysed destruction of ozone. In: Nature. Band 249, Nr. 5460, 1974, S. 810–812, doi:10.1038/249810a0.
4. ↑  Joseph Farman, 82, Is Dead; Discovered Ozone Hole. (Memento vom 23. Mai 2013 im Internet Archive) Im Original publiziert in der New York Times vom 18. Mai 2013.
5. ↑  Joe C. Farman et al.: Large losses of total ozone in Antarctica reveal seasonal ClOx/NOx interaction. In: Nature. Band 315, Nr. 6016, 1985, S. 207–210, doi:10.1038/315207a0.
6. ↑  Dr. Joseph C. Farman. (Memento vom 5. Juli 2020 im Internet Archive) Im Original publiziert auf global500.org.
7. ↑  Honorary Fellow Joe Farman CBE. (Memento vom 5. Juli 2020 im Internet Archive). Im Original publiziert auf corpus.cam.ac.uk.
8. ↑  Joe Farman: Scientist who first uncovered the hole in the ozone layer. Auf: independent.co.uk vom 21. Mai 2013.

| Personendaten    | Personendaten                                         |
| ---------------- | ----------------------------------------------------- |
| NAME             | Farman, Joseph Charles                                |
| ALTERNATIVNAMEN  | Farman, Joe                                           |
| KURZBESCHREIBUNG | britischer Geophysiker und Mitentdecker des Ozonlochs |
| GEBURTSDATUM     | 7. August 1930                                        |
| GEBURTSORT       | Norwich, Norfolk                                      |
| STERBEDATUM      | 11. Mai 2013                                          |
| STERBEORT        | Cambridge, Cambridgeshire                             |